# Kuortane
Kuortane es un municipio de Finlandia. Localizado en la región de Ostrobothnia del sur. 

## Geografía
El municipio es monolingüe, sólo se habla el finés.
Kuortane es principalmente conocido por el Instituto de Deportes de Kuortane y su historia en la producción de brea de pino.

## Demografía
| Gráfica de evolución de Kuortane entre 1980 y 2020 |
|                                                    |

## Personajes célebres
- Alvar Aalto, arquitecto maestro del Movimiento Moderno en arquitectura.